# Georg Conrad Horst
Georg Conrad Horst (* 26. Juni 1767 oder 1769 in Lindheim; † 20. Januar 1832 ebenda) war ein deutscher evangelischer Theologe, Prediger und Schriftsteller. Er ist der Verfasser einer Reihe von Werken über Magie und Okkultismus, wovon insbesondere seine umfangreiche Zauber-Bibliothek hervorzuheben ist, die als einer der „drei großen Geister-Klassiker aus der Goethezeit“ gilt.

## Leben
Georg Conrad Horst war ein Sohn des Pfarrers Kaspar Horst in Lindheim in der Wetterau. Er studierte Evangelische Theologie an der Universität Gießen und wurde nach dem Tod seines Vaters dessen Nachfolger als Pfarrer von Lindheim. 
1809 wurde er zum großherzoglich-hessischen Kirchenrat ernannt. 1819 legte er sein Pfarramt nieder und widmete sich ganz seinen Forschungen und Veröffentlichungen. 1823 ernannte ihn Großherzog Ludwig I. zum Geheimen Geistlichen Rat, und 1824 erhielt er die Ehrendoktorwürde der Theologie an der Universität Gießen.

## Zauber-Bibliothek
In seiner Zauber-Bibliothek (mit vollständigem Titel:  Zauber-Bibliothek oder von Zauberei, Theurgie und Mantik, Zauberern, Hexen, und Hexenprocessen, und Geistererscheinungen. Zur Beförderung einer rein-geschichtlichen, von Aberglauben und Unglauben freien Beurtheilung dieser Gegenstände), die in sechs Bänden 1821–1826 in Mainz bei Florian Kupferberg erschien, liefert er eine zum Teil kommentierte Anthologie alter Manuskripte und Akten, die sich mit Magie, Dämonenbeschwörungen, Zauberschriften, Hexenprozessen, Geistererscheinungen und Vampirismus beschäftigen. Darin enthalten ist unter anderem „Faustens Dreifacher Höllen-Zwang“.

## Schriften (Auswahl)
- Gustav III. Tod. Ein psychologisch-moralisches Gemälde der Verirrungen des Enthusiasmus und der Leidenschaften. 1797
- Zauber-Bibliothek oder von Zauberei, Theurgie und Mantik, Zauberern, Hexen, und Hexenprocessen, und Geistererscheinungen. Zur Beförderung einer rein-geschichtlichen, von Aberglauben und Unglauben freien Beurtheilung dieser Gegenstände. Mainz, Bei Florian Kupferberg, 1821–1826 (6 Bde.) Digitalisate
- Dämonomagie, oder Geschichte des Glaubens an Zauberei und dämonische Wunder, mit besonderer Berücksichtigung des Hexenprocesses seit den Zeiten Innocentius des Achten. Erster und Zweiter Band. Nebst einer ausführlichen, nach Inquisitionsacten bearbeiteten Beschreibung des Hexenthums zu Lindheim in der Wetterau, als eins Beitrags zu den alterthümlichen Denkwürdigkeiten in den Großherzogliche=Hessischen Landen. Frankfurt a. M., bei den Gebrüdern Wilmans, 1818 (Digitalisat, 2. Teil)
- Deuteroskopie oder merkwürdige psychische und physiologische Erscheinungen und Probleme aus dem Gebiete der Pneumatologie. Erstes und Zweites Bändchen. Für Religionsphilosophen, Psychologen, und denkende Aerzte. Eine nöthige Beilage zur Dämonomagie, wie zur Zauber-Bibliothek. Erstausg. Frankfurt a. M., Verlag von Heinrich Wilmans, 1830 (Digitalisate) – (Unter anderem über: Vorerinnerungen; Das nationale hochschottische Schauspiel des second sight; Wolkengesichte und Wolkenbilder; Skandinavische Kriegs- und Schlachtengesichte verschiedener Art; Das Sich-Selbst-Sehen; Der Schamane im nordöstlichen Sibirien; Geister-Dämonen und Götterbilder in der Vorzeit; Über die Gnostiker und späteren Hesychasten in Beziehung zum Magnetismus; Die Kunst der Mantik; Duncan Campbell. Verschiedene Urtheile über diesen neu-europäischen Wundermann; Von sogenannten Doppel-Gängern; Verschiedene Behauptungen über die magische Kraft der Imagination; Beschreibung eines Teufels-Opferfestes; Elfen-Tanz; Fata, oder Fee Morgana; Aehnlich prachtvolle Luft-Bilder in Indien und anderen Ländern.)[3]
- Von der alten und neuen Magie. Ursprung, Idee, Umfang und Geschichte. Als Ankündigung der Zauber-Bibliothek und Verständigung mit dem Publikum über dieß literarische Unternehmen. Mainz, Bei Florian Kupferberg, 1820. (Digitalisat)
- Theurgie, oder vom Bestreben der Menschen in der alten und neu Zeit, zwischen sich und der Geisterwelt eine unmittelbare reale Verbindung zu bewirken. Mainz, Bei Florian Kupferberg, 1820.